# エンゼル東宝
エンゼル東宝（エンゼルとうほう）は、かつて名古屋市中区栄の松坂屋本店（名古屋店）北館（通称：エンゼルビル）にあった東宝系の映画館である。

## 歴史
- 1972年11月 - 松坂屋本店北館のオープンとともに、同ビルの地下1階に併設された[1]。
- 1986年 - 『子猫物語』などの大ヒットにより、年間入場者数が18万8千人と歴代最高を記録。
- 2005年9月4日 - 近隣のシネコンに客足を奪われたことや、北館の改装なども重なり、33年間の歴史に幕を閉じた。最終上映作品は『劇場版 NARUTO -ナルト- 大激突!幻の地底遺跡だってばよ』であった。
- 2006年6月 - 同館の跡地に大人向けディスコ「PLATINUM NAGOYA」がオープンした[1]。
- 2016年（平成28年） - PLATINUM NAGOYAが閉店[1]。

## 特徴
- オープン当初から東宝邦画系作品（千代田劇場→日劇東宝系列のチェーン）を中心に、洋画作品（洋画系邦画を含む）も一部上映していたが、1998年に名鉄東宝が2館体制になった後は日比谷映画→有楽座系の洋画と邦画を上映していた。定員380人。